# Мјелњик
Мјелњик (чеш. Mělník) град је у Чешкој Републици, у оквиру историјске покрајине Бохемије. Мјелњик је град управне јединице Средњочешки крај, у оквиру којег је седиште засебног округа Мјелњик.
Град Мјелњик је главна речна лука престонице Прага.

## Географија
Мјелњик се налази у средишњем делу Чешке републике. Град је удаљен 45 km северно од главног града Прага.
Град Мјелњик се налази у области средишње Бохемије, на ушћу реке Влтаве у Лабу. Надморска висина града је око 215 m, што је за 50ак метара више самих река - град се налази на литици изнад ушћа. Град је долинском подручју реке, а јужно од града издиже се Чехоморавско побрђе.

## Историја
Подручје Мјелњика било је насељено још у доба праисторије. Насеље под данашњим називом први пут се у писаним документима спомиње у 10. веку, а насеље је 1274. године добило градска права.
Године 1919. Мјелњик је постао део новоосноване Чехословачке. У време комунизма град је нагло индустријализован. После осамостаљења Чешке дошло је до опадања активности тешке индустрије и до проблема са преструктурирањем привреде.

## Становништво
Мјелњик данас има око 19.000 становника и последњих година број становника у граду лагано расте. Поред Чеха у граду живе и Словаци и Роми.

## Партнерски градови
- Вецикон
- Пшеворск
- Оранинбург
- Мелник

## Галерија
- Саборна црква св. Петра и Павла
- Куће на главном тргу
- Световацлавска улица
- Градски замак
- Мјелњик дворац изнад ушћа Влтаве и Лабе
- Ушће Влтаве и Лабе